# Переходные матчи России по футболу 2025
Стыковы́е ма́тчи 2025 — 22-е противостояние в сезоне 2024/2025 между клубами РПЛ и Первой лиги. 25 мая 2025 определились пары Урал - Ахмат; Сочи - Пари НН. 
C этого сезона турнир носит название VK Video Переходные матчи.

## Стадионы
Представлена информация о географии участников турнира с указанием для каждого стадиона его вместимости, изображения, места на карте России. Стадионы отсортированы по вместимости по убыванию.
| Cочи                | Cочи                | Cочи                | Пари Нижний Новгород | Пари Нижний Новгород | Пари Нижний Новгород | Урал (Екатеринбург) | Урал (Екатеринбург) | Урал (Екатеринбург) | Ахмат (Грозный)     | Ахмат (Грозный)     | Ахмат (Грозный)     |
| ------------------- | ------------------- | ------------------- | -------------------- | -------------------- | -------------------- | ------------------- | ------------------- | ------------------- | ------------------- | ------------------- | ------------------- |
| Фишт                | Фишт                | Фишт                | Нижний Новгород      | Нижний Новгород      | Нижний Новгород      | Екатеринбург Арена  | Екатеринбург Арена  | Екатеринбург Арена  | Ахмат Арена         | Ахмат Арена         | Ахмат Арена         |
| Вместимость: 45 994 | Вместимость: 45 994 | Вместимость: 45 994 | Вместимость: 44 242  | Вместимость: 44 242  | Вместимость: 44 242  | Вместимость: 35 000 | Вместимость: 35 000 | Вместимость: 35 000 | Вместимость: 30 000 | Вместимость: 30 000 | Вместимость: 30 000 |
|                     |                     |                     |                      |                      |                      |                     |                     |                     |                     |                     |                     |

## История

### РПЛ
Футбольный клуб "Ахмат" (13 место в РПЛ) вышел в стыковые матчи по итогу матча с "Зенитом".
Футбольный клуб "Пари НН" (14 место в РПЛ) вышел в стыковые матчи по итогам сезона 2024/2025.

### Первая лига
Футбольный клуб «Урал» (4 место в Первой лиге) вышел в стыковые матчи по итогу матчем со «СКА-Хабаровском». В стыках играет с «Ахматом».
Футбольный клуб «Сочи» (5 место в Первой лиге) вышел в стыковые матчи из-за проблем с лицензированием у «Черноморца». В стыках играет с «Пари НН».

## Результаты матчей
| Дома \ На выезде | АХМ | СОЧ | ПНН | УРА |
| ---------------- | --- | --- | --- | --- |
| Ахмат            | —   | —   | —   | 2:0 |
| Сочи             | —   | —   | 1:2 | —   |
| Пари НН          | —   | 1:3 | —   | —   |
| Урал             | 2:1 | —   | —   | —   |

## Итоги встреч
Сочи по итогам двух матчей (4:3) победил Пари НН и вернулся в РПЛ-2025/26. 
Пари НН сохранил прописку в Премьер-лиге  из-за проблем с лицензированием у Химок.
Ахмату удалось противостоять екатеринбургскому Уралу (3:2) и остаться в Премьер-лиге.
Урал не смог победить Ахмат и вернуться в Премьер-лигу. В итоге остался в Первой лиге 2025/26.